# لويس ليكوين
لويس ليكوين (بالفرنسية: Louis Lecoin)‏ (30 سبتمبر 1888-23 يونيو 1971) كان من دعاة اللاسلطوية اللاعنفية في فرنسا. كان يعمل لدى مركز مؤسسة الاتحاد السلمي في فرنسا.

## سيرته الذاتية
وُلد لويس ليكوين في عائلة فقيرة للغاية في سان أماند مونتروند في إقليم شار الفرنسي. كان والداه أميّين (لم يحصل لويس نفسه على أي مؤهلات تعليمية سوى الشهادة الابتدائية). أصبح مصحح أخطاء لغوية في مطبعة بعد أن حاول أن يكون عاملًا يدويًا وبستانيًا وعامل أسمنت ومتسولًا. تزوج من ماري موراند، وهي إحدى العاملات لدى إدارة البريد والبرقيات والهواتف، وقد استمر زواجهما حتى وفاتها عام 1958. حرر لويس العديد من المنشورات خلال حياته، منها: «ماذا أقول»، و «المحرر»، و «الدفاع عن الإنسان» و «الحرية».
قضى اثني عشر عاماً من حياته في السجن بسبب أفكاره. تلقى أوامر في أكتوبر 1910، عندما كان مجندًا شابًا بكسر إضراب عمال السكة الحديدة مع فوجه. رفض لويس الأمر، وقد كلفه ذلك ست أشهر في السجن. انتقل بعد تسريحة، عام 1912، إلى باريس، وقد خلق علاقات مع الأوساط اللاسلطوية، وأصبح الأمين العام للاتحاد اللاسلطوي الشيوعي.
استُدعي، خلال الحرب العالمية الأولى، أمام محكمة عسكرية بتهمة عدم الخضوع في 18 ديسمبر 1917. وحُكم عليه بإمضاء خمس سنوات في سجن عسكري بالإضافة إلى 18 شهرًا إضافيًا في السجن بتهمة الإخلال بالنظام العام، دون إعطائه الفرصة للدفاع عن نفسه.
في عام 1921، في المؤتمر الكونفدرالية العامة للشغل بمدينة ليل، وفي مواجهة التهديدات التي تتسم بالعنف، أطلق لويس النار من مسدسه في الهواء حتى يتمكن النقابيون الثوريون من إظهار أنفسهم.
خاض معركتين كان لهما تداعيات في جميع أنحاء العالم.
- كان هدف المعركة الأولى هو الدفاع عن ثلاثة مناضلين من الاتحاد الإسباني الوطني للعمل، هم بوينافينتورا دوروتي، وغريغوريو يوفر وفرانسيسكو أسكاسو، الذين كانوا مطلوبين من قِبل الأرجنتين وإسبانيا. وقد اتُهموا بالتخطيط لشن هجوم على ألفونسو الثالث عشر ملك إسبانيا الذي أعلن أنه سيزور فرنسا. اعُتقلوا في فرنسا لحملهم أسلحة محظورة. أنشأ ليكوين لجنة معنية بحق اللجوء، وقد وسيطر على الرابطة الفرنسية لحقوق الإنسان. لم يُسلّم أولئك الرجال الثلاثة أبدًا.
- كانت المعركة الثانية لدعم نيكولا ساكو وبارتولوميو فانزيتي، اللذين أُعدما في الولايات المتحدة الأمريكية في 23 أغسطس 1927. تسلل ليكوين إلى اجتماع للجيش الأمريكي بعد ذلك بفترة قصيرة. تمكن من الدخول متنكرًا بصفته جنديًا على الرغم أنه الشرطة كانت تلاحقه. عندما وجد لنفسه مقعدًا في وسط الاجتماع، نهض ليكوين، أثناء خطاب الرئيس، وصرخ ثلاث مرات «يعيش ساكو وفانزيتي». اعتُقل بعد قيامه بذلك.

بعد الإعلان عن قيام الحرب العالمية الثانية، كتب ليكوين ورقة دعائية بعنوان: «سلام فوري»، ولهذا السبب أُرسل إلى السجن حتى عام 1943.
أسس ليكوين، بعد الحرب، لجنة لدعم غاري ديفيس في تقديم فكرة جواز السفر العالمي. أطلق ليكوين، عام 1958، حملته لإنشاء قانون لمعارضو الخدمة العسكرية. شارك ألبير كامو في الحملة بنشاط رغم أنه لم يعيش ليرى خاتمتها. كانت الحكومة ترفض الوفاء بوعود 1 يونيو 1961، لذا بدأ ليكوين إضرابًا عن الطعام، على الرغم أنه كان في الرابعة والسبعين من عمره. قُوبل الإضراب بلامبالاة في البداية، لكن حصل ليكوين على اهتمام الصحافة بعد أيام قليلة، وخاصة من هنري جانسون من صحيفة «لي كانار أشينيه» (البطة المقيدة بالسلاسل)؛ استحوذ «جانسون» على اهتمام الطبقة المفكرة مع عبارات مدوية، مثل: «يا أصحاب الأفواه الكبيرة، هل ستتركون ليكوين يموت؟». أُرسل ليكوين إلى المستشفى بالقوة. أرسل إليه رئيس الوزراء، جورج بومبيدو، وعدًا في اليوم الحادي والعشرين لإضرابه أن مشروع القانون التشريعي على وشك أن يُقدم إلى البرلمان. لم يكسر ليكوين إضرابه عن الطعام حتى اليوم التالي. لم يُصوّت على مشروع القانون في أغسطس 1963، وهدد ليكوين بعودته إلى الإضراب عن الطعام. استسلمت الحكومة، وأُصدر القانون في 23 ديسمبر 1963 واُطلق سراح جميع المعترضين.
اقتُرح لويس ليكوين مرشحًا لجائزة نوبل للسلام عام 1964، لكنه طلب سحب اسمه لكي يعطي فرصة أكبر لمارتن لوثر كينغ.[بحاجة لمصدر]